# Playa del Pozuelo (Almuñécar)
La playa Pozuelo está situada en el municipio español de Almuñécar, en la provincia de Granada, comunidad autónoma de Andalucía. Posee una longitud de alrededor de 226 metros y un ancho promedio de 30 metros.